# Радіометр Крукса

Радіометр Крукса

Радіометр Крукса (Сонячний млин або вертушка Крукса) — крильчатка з чотирма лопатками, зрівноважена на голці всередині скляної колби з невеликим розрідженням. При попаданні на крильчатку світлового променя крильчатка починає обертатися, що іноді неправильно пояснюють тиском світла.
Насправді причиною обертання служить радіометричний ефект — виникнення сили відштовхування за рахунок різниці кінетичних енергій молекул газу, що налітають на освітлену, нагріту сторону лопаті і на протилежну, більш холодну. Причина обертання лопатей історично викликала безліч наукових дискусій, доки 1879 року було опубліковано прийняте нині пояснення.
Ефект відкрив і побудував радіометр (вертушку) в 1874 року англійський фізик і хімік Вільям Крукс, який в ході одного з досліджень, яке вимагало дуже точного зважування речовин, зауважив, що в частково розрідженій камері падаючі сонячні промені впливають на ваги. Вивчаючи цей ефект, він і створив пристрій, названий на його честь. П. М. Лебедєв в 1901 році виміряв силу тиску світла на тверде тіло, зумівши в ході вельми тонких експериментів позбутися дії радіометричного ефекту.

## Опис
Радіометр складається зі скляної колби, з якої видалено більшу частину повітря (перебуває під частковим вакуумом). Усередині колби на шпинделі з малим тертям встановлено кілька (зазвичай чотири) вертикальних металевих лопатей із легкого сплаву, що розташованих на однаковій відстані від осі обертання. З одного боку лопаті або відполіровано, або пофарбовано білою фарбою, з іншого — чорною. При дії сонячного світла, штучного освітлення або інфрачервоного випромінювання (навіть тепла рук може бути достатньо) лопаті починають обертатися без видимої рушійної сили: темні боки віддаляються від джерела випромінювання, а світлі — наближаються. Охолодження радіометра викликає обертання у протилежному напрямі.
Ефект починає з'являтися за парціального тиску вакууму кілька сотень паскалів, досягає піку на рівні близько 1 Па і зникає, коли вакуум досягає 10−4 Па. За такого високого вакууму в дуже чутливих приладах можна спостерігати тиск фотонного випромінювання на ло́паті (див. Радіометр Ніколса), але його недостатньо, щоб викликати їх обертання.
«Радіо-» в назві пристрою походить від латинського radius, що означає «промінь»; в цьому випадку мається на увазі електромагнітне випромінювання. Отже, радіометр Крукса можна використати для вимірювання інтенсивності електромагнітного випромінювання без втручання у саме вимірювання. Це можна зробити, наприклад, якщо всередину встановити обертовий диск із прорізами, що працює за принципом стробоскопа.
Нині радіометри продаються у всьому світі як цікавий сувенір, якому для обертання не потрібні батареї. Вони бувають різних форм і часто використовуються в наукових музеях для ілюстрації тиску світла — фізичного явища, до якого вони не мають стосунку.

## Термодинамічні процеси в радіометрі
Коли на радіометр Крукса спрямовано джерело випромінювання, він стає тепловим двигуном. Робота теплового двигуна ґрунтується на різниці температур, яка перетворюється на механічний рух. У нашому випадку темна сторона лопаті нагрівається сильніше, тому що промениста енергія, яка надходить від джерела світла, нагріває її швидше, ніж відполіровану чи світлу сторону. Коли молекули повітря торкаються чорного боку лопаті, вони «нагріваються», тобто їхня швидкість зростає. Детальний опис того, чому обертання відбувається світлим боком уперед, наведено нижче.
У міру того, як лопаті, що нагрілися, віддають тепло молекулам повітря, температура всередині колби зростає. «Нагріті» молекули віддають отриману енергію при зіткненні зі скляними стінками колби, температура яких дорівнює температурі навколишнього повітря. Втрата тепла через стінки колби підтримує таку внутрішню температуру, що біля двох боків лопаті виникає різниця температур. Світлий бік лопаті холодніший, ніж темний, хоча деяка кількість тепла передається від зворотного темного боку лопаті. Разом з тим, світлий бік виявляється трохи теплішим від повітря всередині колби. Два боки кожної лопаті мають бути теплоізольованими так, щоб світлий бік не одразу нагрівався до температури чорного боку. Якщо лопаті металеві, то ізолювальним матеріалом може бути чорна або біла фарба. Температура скла колби залишається практично рівною температурі навколишнього середовища, на відміну від темного боку лопаті. Зовнішнє повітря допомагає відводити тепло від скла.
Тиск повітря всередині колби не повинен бути надто низьким і надто високим. Високий вакуум усередині лампи буде перешкоджати обертанню, тому що не буде достатньої кількості молекул повітря, щоб утворити повітряні потоки, які обертають лопаті та передають тепло назовні, перш ніж обидві сторони кожної лопаті досягнуть теплової рівноваги завдяки теплопровідності матеріалів. А за високого тиску різниці температур не вистачить, щоб повертати лопаті, оскільки збільшиться опір повітря — повітряний потік загальмується перш, ніж досягне протилежного боку сусідньої лопаті.

## Теорії, що пояснюють причину обертання лопатей
1. Сам Крукс хибно припустив, що сили, які діють на лопаті, пов'язані з тиском світла. Цю теорію спочатку підтримував Джеймс Максвелл, який передбачив існування тиску світла. Таке пояснення можна зустріти навіть у інструкціях, що постачаються разом з пристроєм. Перший експеримент, що спростував цю теорію, був провів 1876 року Артур Шустер, який помітив, що на скляну колбу радіометра Крукса діяла сила в напрямку, протилежному до обертання лопатей. Це показало, що сила, яка повертає лопаті, створювалася всередині радіометра. Якби причиною обертання був тиск світла, то з підвищенням вакууму в колбі спрадав би опір повітря, і лопаті оберталися б швидше. 1901 року за допомогою досконалішого вакуумного насоса російський вчений Петро Лебедєв довів, що радіометр працює тільки коли в колбі міститься газ під низьким тиском; у високому вакуумі лопаті залишаються нерухомими. Крім того, якби рушійною силою був тиск світла, то радіометр обертався б у зворотному напрямку, оскільки фотон, відбитий світлим боком лопаті, передасть їй більший імпульс, ніж фотон, поглинений темним боком. Насправді тиску світла замало, щоб спричинити рух лопатей.
2. Інша хибна теорія полягала в тому, що під дією тепла темний бік лопаті випускав газ, який і рухав радіометр. Її практично спростовано дослідами Лебедєва і Шустера.
3. Часткове пояснення обертання полягає в тому, що молекули газу, які вдарилися об чорний бік лопаті, забирають частину її тепла, відскакуючи зі збільшеною швидкістю. Якщо молекула отримує приріст швидкості, це фактично означає, що на лопать чиниться невеликий тиск. Дисбаланс цього ефекту між теплою темною стороною і холоднішою світлою означає, що тиску на темний бік лопаті більший, тому лопаті крутяться світлою стороною вперед. Проблема цієї теорії полягає в тому, що попри те, що швидша молекула створює більшу силу, вона також краще перешкоджає іншим молекулам, які рухаються в напрямку до лопаті, так що сумарна сила, яка діє на лопать, має залишитися такою ж — що більша температура, то більше зниження локальної густини молекул. Через роки після того, як це пояснення визнано хибним, Альберт Ейнштейн довів, що два тиски не компенсують один одного через різницю температур на краях лопатей. Передбаченої Ейнштейном сили було б достатньо, щоб рухати лопаті, але лише з невеликою швидкістю.
4. Теплову транспірацію, як причину руху,[5] теоретично описав Осборн Рейнольдс,[6] але вперше згадано в останній опублікованій за життя роботі Джеймса Максвелла.[7] Рейнольдс виявив, що якщо пористу пластину підтримувати теплішою з одного боку, ніж з іншого, то взаємодія між молекулами газу і буде такою, що газ надходитиме від теплого до холодного боку. Лопаті радіометра Крукса не пористі, але простір між їхніми краями та стінками колби відіграє таку ж роль, як пори у пластині Рейнольдса. У середньому, молекули газу переміщаються з гарячого боку до холодного тоді, коли відношення тисків менше, ніж квадратний корінь з їхніх абсолютних температур. Різниця тисків викликає рух лопатей холодним (світлим) боком уперед.

Передбачені і Ейнштейном, і Рейнольдсом сили, напевно, є причиною обертання радіометра Крукса, хоча, як і раніше, не ясно, яка з них має більший вплив.

## Радіометр із повністю темними лопатями
Щоб обертатися, боки лопатей не обов'язково повинні мати різні кольори. 2009 року дослідники з Техаського університету в Остіні створили одноколірний радіометр, який складається з чотирьох вигнутих лопатей. Вертушка рівномірно покрита золотими нанокристалами, які є сильними поглиначами світла. Під впливом світла через незвичайну геометрію опукла сторона лопаті отримує більше енергії фотонів, ніж увігнута сторона; при цьому молекули газу також отримують більше тепла від опуклої сторони, ніж увігнутої. При низькому вакуумі це асиметричне нагрівання викликає рух газу біля кожної лопаті, від увігнутої сторони до опуклої сторони, що продемонстровано за допомогою методу Монте-Карло нестаціонарного статистичного моделювання (ММКНСМ). Рух газу спричиняє рух обертання увігнутою стороною вперед, відповідно до третього закону Ньютона.
Завдяки появі радіометра з одноколірними лопатями стало можливо створити мікро- чи нанорадіометр, оскільки за таких малих розмірів важко зімітувати матеріали з різними оптичними властивостями в дуже невеликому тривимірному обсязі.

## Нанорадіометр
2010 року дослідникам з Каліфорнійського університету в Берклі вдалося створити нанорадіометр, який працює на відмінному від радіометра Крукса принципі. Золоту вертушку у формі свастики, діаметром усього 100 нм, освітлюють лазером, який налаштовано так, щоб надавати їй кутового моменту. Вперше можливість створення нанорадіометра з подібним принципом роботи припустив 1936 року фізик Принстонського університету Річард Бет. Обертальний момент значно збільшено за рахунок резонансного зв'язку падаючого світла та плазмонних хвиль у металевій ґратці.